# Jordan Banjo
Jordan Banjo (31 de dezembro de 1992) é um dançarino de rua britânico, mais conhecido por ser membro do grupo Diversity, que ganhou a terceira temporada de Britain's Got Talent.

## Vida pessoal
Jordan nasceu em 1992, filho do nigeriano Funso Banjo, um boxeador profissional, e a inglesa Danielle Banjo, uma ex-dançarina de balé que agora ajuda na gestão do Diversity e também dirige o Danceworks Studios. Jordan cresceu em Wickford, Essex, com seu irmão mais velho, Ashley, e sua irmã Talisa. Jordan estava em um relacionamento com sua amiga de infância e cantora da Little Mix, Jesy Nelson. Ele estudou no SEEVIC College.

## Carreira

### 2007–presente: Diversity
Antes da formação da Diversity em 2007, Jordan era membro da Swift Moves Juniors, juntamente com Sam Craske e Warren Russell. Atualmente ele faz parte do grupo de dança Diversity, vencedora da terceira temporada do Britain's Got Talent em 2009.

### Trabalho na televisão e apresentações
Jordan, ao lado de Perri Kiely, também membro da Diversity, assumiu o papel de apresentador dos bastidores da quarta temporada de Got to Dance, na primavera de 2013. No verão de 2013, Jordan e Perri realizaram seu próprio programa de televisão chamado Jordan and Perri's Ultimate Block Party, que transformou clubes (Swim Team, Youth Club etc.) em uma companhia de dança.
Foi anunciado em 17 de fevereiro de 2014 que Jordan e Perri seriam os apresentadores do Nickelodeon Kids' Choice Awards 2014. Ambos foram novamente anunciados como os apresentadores britânicos do Nickelodeon Kids' Choice Awards 2015 e 2016.
Em 10 de novembro de 2016, Banjo foi confirmado para participar do I'm a Celebrity...Get Me Out of Here!. Ele foi a quarta celebridade a sair do programa no dia 29 de novembro de 2016. Desde janeiro de 2018, Banjo é o apresentador digital dos bastidores de Dancing on Ice.

## Filmografia
| Ano       | Título                                  | Personagem                                                                  |
| --------- | --------------------------------------- | --------------------------------------------------------------------------- |
| 2009      | Britain's Got Talent                    | Vencedor, como membro de Diversity                                          |
| 2010      | StreetDance 3D                          | Membro de Aaron′s Crew                                                      |
| 2012–2014 | Ashley Banjo's Secret Street Crew       | Mentor                                                                      |
| 2013      | Got to Dance                            | Co-apresentador de bastidores                                               |
| 2013      | Got to Dance: Auditions Uncut           | Locutor                                                                     |
| 2013      | Jordan and Perri's Ultimate Block Party | Co-apresentador                                                             |
| 2014      | Ashley Banjo's Big Town Dance           | Ele mesmo                                                                   |
| 2014      | Get Your Skills On                      | Ele mesmo                                                                   |
| 2014      | Hacker Time                             | Ele mesmo                                                                   |
| 2014      | Stars at Your Service                   | Ele mesmo                                                                   |
| 2014      | Jordan and Perri's Xmas Slime           | Ele mesmo                                                                   |
| 2014      | Release The Hounds: Jingle Hell         | Ele mesmo, a equipe ganhou £ 12.000 para dividir entre NSPCC e Beatbullying |
| 2014–2016 | Nickelodeon Kids' Choice Awards         | Co-apresentador                                                             |
| 2015      | Diversity Live                          | Ele mesmo                                                                   |
| 2015      | You're Back in the Room                 | Convidado                                                                   |
| 2016      | I'm a Celebrity...Get Me Out of Here!   | Participante                                                                |
| 2017      | Diversity Presents Steal the Show       | Ele mesmo                                                                   |
| 2018      | Dancing on Ice                          | Apresentador digital dos bastidores                                         |